# Roger the Engineer
A Yardbirds a The Yardbirds együttes 1966-os albuma. Ez az egyetlen Yardbirds album, amely kizárólag saját szerzésű dalokat tartalmazott. Bár az albumot hivatalosan The Yardbirdsként nevezték el, a rajongók között Roger the Engineer néven maradt meg, a borítóján szereplő figura miatt. Jeff Beck gitáros kísérletezésének hatására az albumot a heavy metal egyik előfutáraként tartják számon.
Az eredeti amerikai verzió (Over Under Sideways Down címen) nem tartalmazta a The Nazz Are Blue és a Rack My Mind dalokat, és eltérő keveréssel készült. A Rolling Stone magazin Minden idők 500 legjobb albumának listáján a 349. helyre  sorolták. Szerepel az 1001 lemez, amit hallanod kell, mielőtt meghalsz című könyvben.

## Az album dalai
| 1. | Lost Woman                  | Chris Dreja, Jim McCarty, Jeff Beck, Keith Relf, Paul Samwell-Smith | 3:16 |
| 2. | Over, Under, Sideways, Down | Dreja, McCarty, Beck, Relf, Samwell-Smith                           | 2:24 |
| 3. | The Nazz Are Blue           | Dreja, McCarty, Beck, Relf, Samwell-Smith                           | 3:04 |
| 4. | I Can't Make Your Way       | Dreja, McCarty, Beck, Relf, Samwell-Smith                           | 2:26 |
| 5. | Rack My Mind                | Dreja, McCarty, Beck, Relf, Samwell-Smith                           | 3:15 |
| 6. | Farewell                    | Dreja, McCarty, Beck, Relf, Samwell-Smith                           | 1:29 |

| 1. | Hot House of Omagarashid   | Dreja, McCarty, Beck, Relf, Samwell-Smith | 2:39 |
| 2. | Jeff's Boogie              | Dreja, McCarty, Beck, Relf, Samwell-Smith | 2:25 |
| 3. | He's Always There          | Dreja, McCarty, Beck, Relf, Samwell-Smith | 2:15 |
| 4. | Turn into Earth            | Dreja, McCarty, Beck, Relf, Samwell-Smith | 3:06 |
| 5. | What Do You Want           | Dreja, McCarty, Beck, Relf, Samwell-Smith | 3:22 |
| 6. | Ever Since the World Began | Dreja, McCarty, Beck, Relf, Samwell-Smith | 2:09 |

## Közreműködők
- Keith Relf – ének (kivéve a The Nazz Are Blue-t), szájharmonika
- Jeff Beck – szólógitár, basszusgitár az Over, Under, Sideways, Down-on, ének a The Nazz Are Blue-n
- Chris Dreja – ritmusgitár, vokál
- Paul Samwell-Smith – basszusgitár, vokál
- Jim McCarty – dob, ütőhangszer, vokál